# Kaz Patafta
Kaz Phonesak Patafta (*Camberra, Australia, 25 de octubre de 1988), futbolista australiano, de origen laosiano y croata. Juega de volante y su equipo actual es el Manley United de Australia.

## Selección nacional
Ha sido internacional con la Selección de fútbol de Australia Sub-20.

### Participaciones en Copas del Mundo
| Mundial                               | Sede | Resultado    |
| ------------------------------------- | ---- | ------------ |
| Copa Mundial de Fútbol Sub-17 de 2005 | Perú | Primera fase |

## Clubes
| Club              | País      | Año       |
| ----------------- | --------- | --------- |
| Melbourne Victory | Australia | 2007-2008 |
| Newcastle Jets    | Australia | 2008-2011 |
| Manley United     | Australia | 2011-     |